# Matemanga
Matemanga ist ein Verwaltungsbezirk (Ward) des Distrikts Tunduru in der tansanischen Region Ruvuma.

## Geografie
Matemanga liegt im Süden von Tansania an der Nationalstraße T6, etwa 150 Kilometer Luftlinie östlich der Regionshauptstadt Songea. Der Bezirk grenzt im Nordwesten an Kalulu, im Nordosten an Jakika, im Osten an Ligunga, im Süden an Nampungu und im Westen an Namwinyu. Bei der Volkszählung 2022 lebten 12.155 Menschen in 2886 Haushalten auf einer Fläche von 207 Quadratkilometern.

## Gliederung
Der Bezirk besteht aus vier Gemeinden (Mtaa) mit 38 Orten (Kitongoji):
| Changarawe - Mnunduka - Namiungo - Nasibu - Mshamu - Kipara - Chakame - Asenda - Katote - Akonogwe - Mpanji - Kung’unde - Azimio | Fundimbanga - Umoja - Amani - Majengo - Tuleane - Msikitini - Magengeni - Kijiweni - Minazini - Shuleni | Milonde - Milonde A - Milonde B - Makombe A - Makombe B - Pachani - Pahimite | Matemanga - Minazini - Ninje - Morogoro - Liemla - Mashineni - Sokoni - Mtau - Chakame A - Godown - Undendeule - Sekondari |

## Wirtschaft und Infrastruktur
- Bildung: Im Bezirk gibt es zwei weiterführende Schulen.[8] Die Matemanga Secondary School ist staatlich mit einer Ausbildung bis zur 4. Stufe.[9] Die Kiuma Secondary School ist eine Privatschule, die rund 500 Schüler zur 4. (ordinary level) und 200 zur 6. Stufe (advanced level) ausbildet.[10]
- Gesundheit: In der Gemeinde Matemanga liegt ein staatliches Gesundheitszentrum[11] und in Fundimbanga eine öffentliche Apotheke.[12]
- Straße: Der Bezirk liegt an der asphaltierten Nationalstraße T6, die nach Westen über Songea nach Makambako zur T1 und nach Osten über Tunduru nach Mtwara am Indischen Ozean führt.